# Nicolau Tolentino de Almeida

Nicolau Tolentino de Almeida (n. 10 septembrie 1740 — d. 23 iunie 1811) a fost un poet portughez.

## Viața și opera
Ironia sardonică și amară caracteristică operei lui Nicolau Tolentino de Almeida reflectă contradicția dintre sentimentul de dependență și conștiința socială a scriitorului. Profesor de retorică în școlile create de Pombal, mai târziu funcționar superior, Tolentino biciuiește burghezia, căreia de fapt îi aparține.

## Opere
- A Guerra (Războiul)